# ヒシマトウダイ科
ヒシマトウダイ科（学名：Grammicolepididae）は、マトウダイ目に所属する魚類の分類群の一つ。2亜科で構成され、ヒシマトウダイなど底生性の深海魚のみ3属3種が記載される。

## 分布・生態
ヒシマトウダイ科の魚類はすべて海水魚で、太平洋および大西洋の深海に散在性に分布する。海底付近を遊泳して生活する、底生性深海魚のグループである。大陸棚から大陸斜面にかけて分布し、水深100-800mからの報告が多い。所属する3種はいずれも捕獲されることが稀で、生態についてはほとんどわかっていない。

## 形態
ヒシマトウダイ科の仲間は左右に平たく側扁した体型をもち、最大で全長64cmほどに成長する。鱗の幅が狭く、縦方向に伸長していることが大きな特徴である。未成魚の背鰭第2棘および臀鰭第1棘は著しく細長く伸びるが、成長につれて短縮する。
顎に1ないし2列の微小な歯をもち、鋤骨および口蓋骨の歯を欠く。鰓膜は峡部で接続する。

## 分類
ヒシマトウダイ科は Macrurocyttinae 亜科およびヒシマトウダイ亜科の2亜科で構成され、Nelson（2016）の体系において3属3種が認められている。

### Macrurocyttinae 亜科

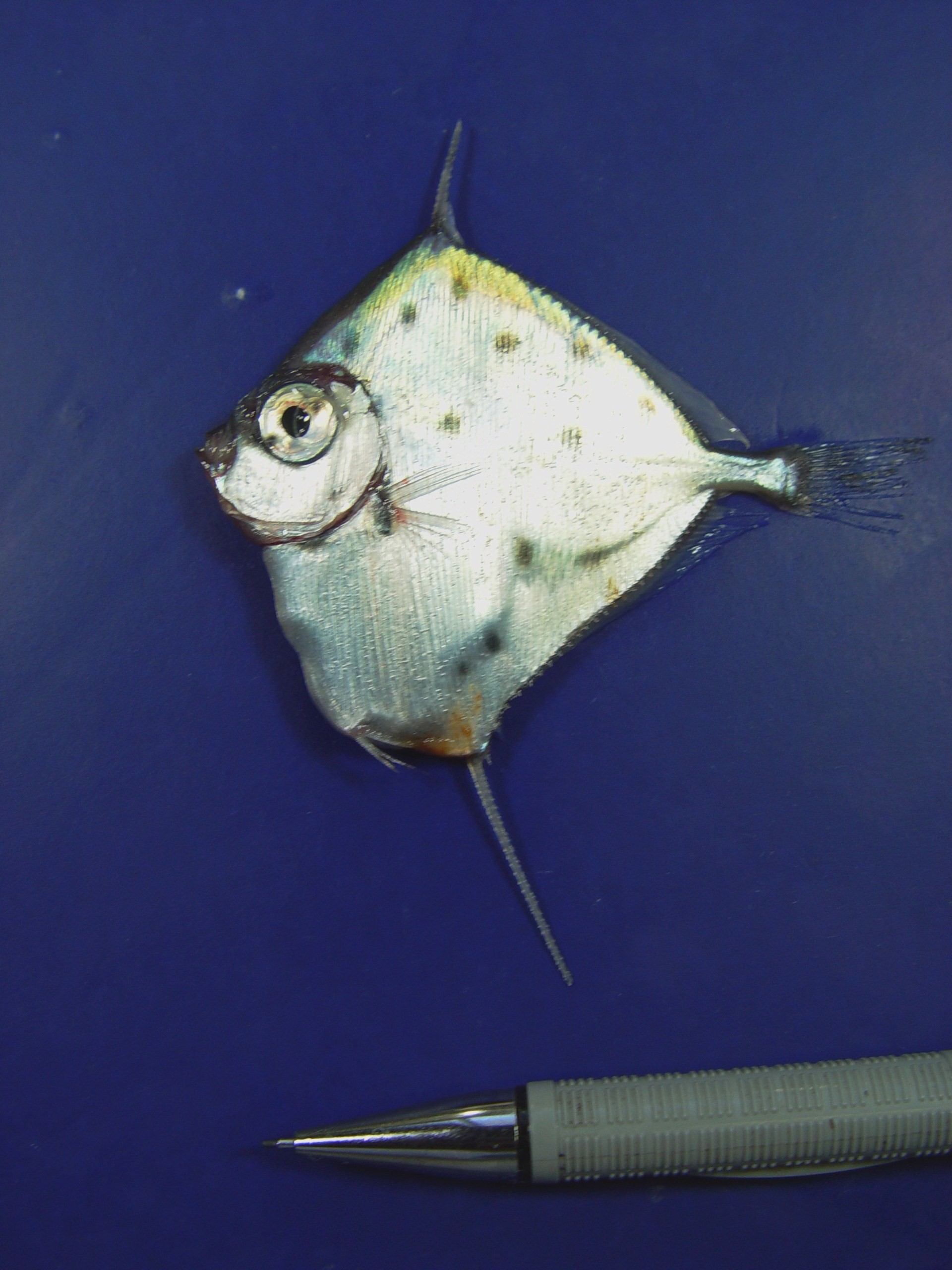
ヒシマトウダイ Xenolepidichthys dalgleishi （ヒシマトウダイ属）。伸長した背鰭・臀鰭の棘条が本科魚類の特徴で、成長とともに短縮する

Macrurocyttinae 亜科は1属1種の単型で、Macrurocyttus acanthopodus のみが所属する。フィリピンからオーストラリアにかけての西太平洋に分布する。
背鰭は5棘27軟条で構成され、棘条は強靭で特に第2棘が際立って長い。腹鰭には1本の棘条とあまり目立たない2本の軟条を備え、胸鰭と臀鰭はそれぞれ15・22軟条。
- Macrurocyttus 属
  - Macrurocyttus acanthopodus

### ヒシマトウダイ亜科
ヒシマトウダイ亜科 Grammicolepidinae は2属2種からなる。口は小さく上向きで、ほとんど垂直につく。背鰭は5-7本の棘条と27-34本の軟条で構成され、臀鰭は2棘27-35軟条。背鰭・臀鰭の基底にはトゲが列をなして並ぶ。腹鰭は1棘6軟条で、尾鰭の分枝鰭条は13本、椎骨は37-46個。
- オオヒシマトウダイ属 Grammicolepis
  - オオヒシマトウダイ Grammicolepis brachiusculus
- ヒシマトウダイ属 Xenolepidichthys
  - ヒシマトウダイ[3] Xenolepidichthys dalgleishi